# Contea di Renshou
La contea di Renshou (仁寿县S, Rénshòu XiànP) è una contea della Cina, situata nella provincia di Sichuan e amministrata dalla prefettura di Meishan.